# Мехедівка (Миргородський район)
Мехе́дівка — село в Україні, у Лохвицькій міській громаді Миргородського району Полтавської області. Населення становить 184 осіб. Колишній орган місцевого самоврядування — Безсалівська сільська рада.

## Географія
Село Мехедівка знаходиться за 2 км від села Богодарівка (Лубенський район) та за 2,5 км від села Озерне. По селу протікає пересихаючий струмок з загатою.

## Історія
12 червня 2020 року, відповідно до розпорядження Кабінету Міністрів України № 721-р «Про визначення адміністративних центрів та затвердження територій територіальних громад Полтавської області», село увійшло до складу Лохвицької міської громади.
19 липня 2020 року, в результаті адміністративно - територіальної реформи та ліквідації Лохвицького району, село увійшло до складу новоутвореного Миргородського району Полтавської області.

## Відомі люди
- Лебеденко Іван Анатолійович — солдат Збройних сил України, учасник російсько-української війни 2014—2017.

## Згадки у літературі
- Сергій Лобода «Час Ліліт», 2013 рік., видавництво "Книжковий Клуб «Клуб Сімейного Дозвілля», 256 с.